# Petit Lathuy
Ne doit pas être confondu avec Doré de Lathuy.
 (avril 2022).
Le Petit Lathuy est un fromage belge produit à Werbomont  en Province de Liège.

## Nom
Le Petit Lathuy provient du village de Lathuy où se trouvait la fromagerie Bioferme avant son rachat par la fromagerie des Ardennes. Ce fromage est actuellement produit à Werbomont (commune de Ferrières) dans les Ardennes liégeoises.

## Description
Il s'agit d'un fromage biologique à pâte molle et à croûte fleurie d'un poids de 300 grammes et d'une forme ronde de 120 mm de diamètre pour une épaisseur de 30 mm. Sa forme et sa constitution font penser au camembert. C'est un fromage au lait cru de vache à la pâte souple et crémeuse et au goût légèrement salé.  Sa teneur en matière grasse est de 45 à 50 % par rapport à la matière sèche.
Pour la découpe, il existe la Tarte de Lathuy d'un poids d'environ 2000 grammes.
On trouve aussi un Léger de Lathuy dont la teneur en matière grasse est de 25 % par rapport à la matière sèche.
Les fermes biologiques de la région fournissent à  la fromagerie des Ardennes un lait aux propriétés nutritionnelles et organoleptiques exceptionnelles. Le Petit Lathuy est certifié AB : Agriculture biologique.

## Distinctions
- le Coq de Cristal à la foire agricole de Libramont en 2004.
- le prix au concours des Fromages de Wallonie du Château de Harzé en 2005.

## Pour approfondir